# ميغيل سانشيز
ميغيل سانشيز (بالإسبانية: Miguel Ángel Sánchez Muñoz) (30 أكتوبر 1975 مدريد إسبانيا - ) هو لاعب كرة قدم إسباني معتزل كان يلعب كلاعب وسط.

## روابط خارجية
- ميغيل سانشيز على موقع الاتحاد الدولي (مؤرشف)  (الإنجليزية)
- ميغيل سانشيز على موقع قاعدة بيانات كرة القدم.إي يو (الإنجليزية)
- ميغيل سانشيز على موقع ليكيب (الفرنسية)
- ميغيل سانشيز على موقع Soccerway.com (الإنجليزية)